# Bésame tonto (telenovela)
Bésame Tonto es una telenovela peruana de muy buena audiencia en países de Latinoamérica como Colombia, Ecuador y en Perú (transmitido por Frecuencia Latina), en países lejanos como: Rusia, Alemania y Filipinas. En el 2004, la cadena Univisión transmitió la telenovela en Estados Unidos para los latinos.
La telenovela cuenta con la participación protagónica de Gianella Neyra y Segundo Cernadas, la participación antagónica de Renato Rossini, Giovanna Azaldegui y Hernán Romero como villanos principales.

## Historia

### Sinopsis
Donatello Rossini, un millonario con conexiones mafiosas, arregla el matrimonio entre su hija Julieta y Ricardo, el hijo de un prominente banquero. Ninguno de los contrayentes está muy contento con la unión. Julieta, porque apenas conoce al novio, y Ricardo, porque es amante de Estefanía, la madre de su novia.
Para ayudar a su hermano que tiene líos con la mafia, Rómulo debe sustraer un valioso Picasso de la casa de los Rossini, pero al intentar robar el cuadro, el ladrón es sorprendido. No tiene más remedio que huir en el coche nupcial en el que también viaja la novia.
Acusado de secuestro, Rómulo huye con Julieta. Entretanto la familia Rossini con tanto revuelo comienza a sacar los trapitos al sol. Se descubre que Estefanía y Ricardo son amantes, pero también, que Julieta es adoptada. Rómulo y Julieta se enamoran y terminan casándose lo que no le hace mucha gracia a Milady, la verdadera novia del secuestrador.

### Argumento
Bésame Tonto es la historia de una joven mujer que ignora el hecho que ha crecido en una familia de mafiosos y que es adoptada. Su padre adoptivo es un mafioso italiano que vive y opera un sindicato criminal en Perú. Es un hombre mayor que quiere hacer su negocio legítimo y, eventualmente, adquiere una compañía de periódicos, la cual utilizará, sucesivamente, para atacar a su más poderoso enemigo.
Julieta Rossini, la joven mujer, está casada con un hombre contra su voluntad. Su verdadero amor es Rómulo, quien se la lleva lejos de Lima hacia el norte del Perú. 
Rómulo tiene características que son poco típicas para el héroe de telenovelas: usa lentes, engrasa su cabello y lleva puestos sobretodos o camisas escocesas. Rossini, sin embargo, se ve atraída por su personalidad e inteligencia y no desea regresar con un marido al que, en primer lugar, nunca amó. Pero su padre la ve siendo secuestrada por Rómulo, y pronto la policía está tras ellos. 
El padre de Julieta, a pesar de saber que ella no es su verdadera hija, la quiere mucho y siente que la heriría si le revela la verdad sobre sus negocios y que es adoptada. Por esa razón decide mantener esas verdades en secreto. Su madre adoptiva, sin embargo, es una mujer interesada en el dinero de su esposo y trata de inculcar ese amor por el dinero en la personalidad de Julieta. 
Después de enterarse –por la confesión de su hija– que Julieta estaba enamorada de Rómulo, el señor Rossini lo perdona y empieza a simpatizarle. Eventualmente, le dará trabajos legales como descubrir qué es lo que sus enemigos mafiosos planean, actualizar las finanzas, etc. Cuando el señor Rossini se ve involucrado en un ataque decide escapar de Lima para vivir en el interior de Perú, desde donde se contacta con Rómulo para saber cómo van las cosas por casa. 
La complicada familia de Rómulo consiste de un padre enfermo que está en sus sesenta, una madrastra que se embaraza y pierde a su bebé durante un ataque de la pandilla enemiga de Rossini, y un hermano que está interesado, únicamente, en dinero.

## Reparto
- Gianella Neyra - Julieta Rossini
- Segundo Cernadas - Rómulo Martínez
- Renato Rossini -  Ricardo Escalante
- Giovanna Azaldegui -  Milady
- Katia Salazar - Blanca Martínez
- Sonia Oquendo - Tosca
- Paul Martin - Gonzalo Martínez
- Pamela Cortés - Cory
- Xavier Pimentel - Miguel Rossini
- Erika Vélez - Diana
- María José de Zaldívar - Asunción de Martínez
- Hernán Romero - Donatello Rossini
- Reynaldo Arenas Horna - Lázaro Cruz
- Gabriel Anselmi - Juan Diego Calderón
- Gonzalo Revoredo - Gustavo Adolfo Ruiz
- Agustín Benítez - Alidio Martínez
- Liliana Mass - Laura Veralcázar
- Jean Carlo Porcile – Gregorio Escalante
- Cuty Wais - Nena Escalante
- María Angélica Vega - Estefanía
- José Luis Teran - David Rossini
- Sebastián Mosqueira Morales-Macedo - Bartolomé Rossini

## Otras versiones
- En el año 2010 la cadena mexicana TV Azteca realizó una adaptación titulada Quiéreme tonto, protagonizada por Litzy y Yahir.

- Datos: Q5005063